# Phebalium festivum
Phebalium festivum är en vinruteväxtart som beskrevs av Paul G Wilson. Phebalium festivum ingår i släktet Phebalium och familjen vinruteväxter. Inga underarter finns listade i Catalogue of Life.